# HD 330075
HD 330075 är en ensam stjärna belägen i den mellersta delen av stjärnbilden Vinkelhaken. Den har en skenbar magnitud av ca 9,36 och kräver en stark handkikare eller ett mindre teleskop för att kunna observeras. Baserat på parallax enligt Gaia Data Release 2 på ca 22,0 mas, beräknas den befinna sig på ett avstånd på ca 148 ljusår (ca 45 parsek) från solen. Den rör sig bort från solen med en heliocentrisk radialhastighet på ca 62 km/s.

## Egenskaper
HD 330075 tycks vara en svagt utvecklad gul till vit stjärna i huvudserien av spektralklass G5 V, som är på väg att lämna dess tid i huvudserien för att bli en underjätte. Den är cirka fem miljarder år gammal och har låg kromosfärisk aktivitet. Den har en massa som är ca 0,86 solmassor, en radie som är ca 0,85 solradier och har ca 0,4 gånger solens utstrålning av energi från dess fotosfär vid en effektiv temperatur av ca 5 000 K.

## Planetsystem
År 2004 tillkännagavs upptäckten av en het Jupiterplanet i omlopp kring HD 330075. Det är den första exoplaneten som upptäckts med hjälp av HARPS-spektrografen.
| Planet | Massa    | Halv storaxel (AE) | Siderisk omloppstid (d) | Excentricitet | Inklination | Radie |
| ------ | -------- | ------------------ | ----------------------- | ------------- | ----------- | ----- |
| b      | ≥0,76 MJ | 0,043              | 3,369 ± 0,004           | 0             | -           | -     |